# Марко Бушманн
Марко Бушманн (нім. Marco Buschmann; нар. 1 серпня 1977) — німецький політик. З грудня 2021 року — міністр юстиції Німеччини.